# Wild Heart
"Wild Heart" é uma canção da banda de pop rock britânica The Vamps. Foi lançada no Reino Unido em 19 de janeiro de 2014 como segundo single de seu álbum de estreia Meet the Vamps (2014).

## Precedentes
"Wild Heart" foi escrita pelos quatro membros da banda com Amund Bjørklund, Espen Lind, Ben Harrison, Ibrahim "Ayb" Asmar, e Jamie Scott. Existem 8 versões diferentes da canção. incluindo uma com os vocais da cantora inglesa Pixie Lott.
Quando perguntados sobre a canção pela MTV News, o guitarrista James McVey explicou: "Nós realmente gostamos de fazer [seu single anterior] Can We Dance mas com Wild Heart nós meio que experimentamos mais com gêneros musicais considerando que adicionamos banjo e bandolim. Nós realmente gostamos de tentar e nos empurrar em outras direções para tentar coisas diferentes e nós fomos para um estilo com uma pegada folky então esperamos que as pessoas gostem. Gostamos de pensar que é uma canção que lhe faz sentir-se bem, eu acho." O vocalista Brad Simpson admitiu que a canção "influenciou o resto do álbum quase todo só porque é uma canção chave para nós."

## Recepção dos críticos
Lewis Corner do Digital Spy deu uma nota mista para a canção, afirmando que: "Ironicamente, como o nome deles sugere, o grupo pretende repetir o mesmo ritmo pop. 'Tonight we'll dance/ I'll be yours and you'll be mine,' o vocalista Bradley cantarola ao som de guitarras e batidas num estilo parecido com Mumford & Sons; o tipo que têm tido uma firme propulsão na indústria mainstream por 1D, Ed Sheeran e até mesmo Avicii nos anos recentes. Nós não os culpamos já que a fórmula tem um sucesso inegável – e enquanto 'Wild Heart' está longe de proporcionar limites, você terá dificuldades de tirá-la da cabeça."

## Performance nas paradas musicais
Em 23 de Novembro, a canção estreou na 6ª posição na Irish Singles Chart, fazendo-os obterem seu single de maior posição no país até o momento. A canção então estreou na 3ª posição no UK Singles Chart três dias depois, dando a The Vamps seu segundo single consecutivo no top 3.

## Clipe musical
Um "vídeo ao vivo" foi postado no YouTube em 22 de julho de 2013. O clipe oficial, dirigido por Dean Sherwood, foi postado no YouTube em 3 de dezembro de 2013.

## Formatos e lista de faixas
- Download Digital[4]

1. "Wild Heart" – 3:11

- Download digital - EP[5]

1. "Wild Heart" (Nashville Mix) – 3:11
2. "Five Colours in Her Hair" – 2:57
3. "Twist & Shout" – 2:39
4. "Why'd You Only Call Me When You're High?" – 2:40

- Download Digital - Remix EP[6]

1. "Wild Heart" (Nashville Remix) – 3:11
2. "Wild Heart" (Tristan Animal Version) – 3:12
3. "Wild Heart" (James & Connor Version) – 3:11
4. "Wild Heart" (Digital Dog Remix) – 3:11
5. "Wild Heart" (featuring Pixie Lott) – 3:39

- Download Digital - Live Single[7]

1. "Wild Heart" (Live) – 3:23

- CD1[8]

1. "Wild Heart" - 3:11
2. "You Said No"
3. "Best Song Ever"
4. "Are You Gonna Be My Girl"

- CD2 (James & Connor Edition)[9]

1. "Wild Heart" (James & Connor Version) - 3:11
2. "A Thousand Years" (James & Connor Version)

- DVD[10]

1. "Wild Heart" (music video)
2. "Carry on Vamping" (documentary)

## Paradas musicais e certificações
| Tabela (2014)                                 | Melhor posição |
| --------------------------------------------- | -------------- |
| Bélgica (Ultratip Bubbling Under de Flandres) | 33             |
| Irlanda (IRMA)                                | 6              |
| Escócia (Scottish Singles Chart)              | 3              |
| Reino Unido (UK Singles Chart)                | 3              |

| País              | Certificação | Vendas    |
| ----------------- | ------------ | --------- |
| Reino Unido (BPI) | Prata        | + 200.000 |

| País        | Data                  | Formato              | Gravadora  |
| ----------- | --------------------- | -------------------- | ---------- |
| Austrália   | 19 de janeiro de 2014 | Digital download, EP | Virgin EMI |
| Irlanda     | 19 de janeiro de 2014 | Digital download, EP | Virgin EMI |
| Reino Unido | 19 de janeiro de 2014 | Digital download, EP | Virgin EMI |